# Madre de Dios (provins)

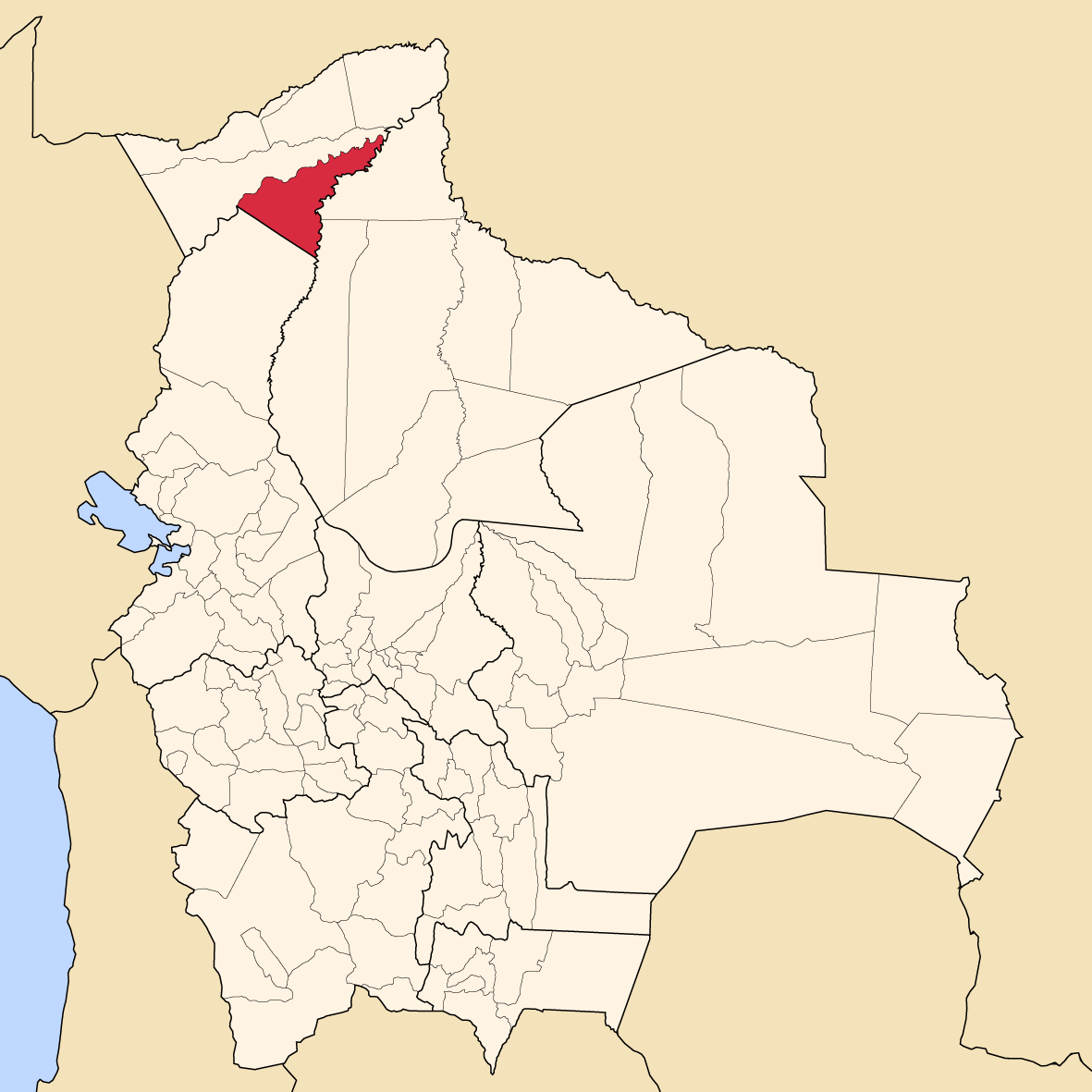
Provinsens läge i Bolivia

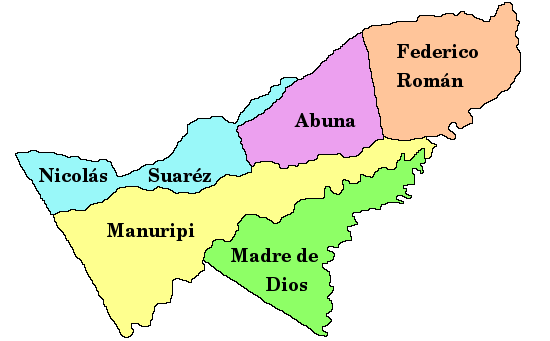
Provinser i Pando

Madre de Dios är en provins i departementet Pando i Bolivia. Den administrativa huvudorten är Puerto Gonzalo Moreno.